# Southwest-Airlines-Flug 1380
Der Southwest-Airlines-Flug 1380 (Flugnummer IATA: WN1380, ICAO: SWA1380, Funkrufzeichen SOUTHWEST 1380) war ein Inlandslinienflug der Southwest Airlines vom LaGuardia Airport zum Dallas Love Field. Am 17. April 2018 wurde der Flug mit einer Boeing 737-7H4 durchgeführt. Nach einem uneingedämmten Triebwerksschaden wurden Triebwerkteile umhergeschleudert und schlugen ein Fenster aus dem Flugzeugrumpf heraus, woraufhin es zu einer explosiven Dekompression im Flug kam. Bei dem Zwischenfall wurde eine Passagierin getötet, acht weitere Passagiere wurden verletzt.

## Maschine
Bei der betroffenen Maschine handelte es sich um eine Boeing 737-7H4, die zum Zeitpunkt des Unfalls 17 Jahre und 10 Monate alt war. Die Maschine wurde im Werk von Boeing in Renton im Bundesstaat Washington endmontiert und absolvierte am 26. Juni 2000 ihren Erstflug. Das Flugzeug trug die Werknummer 27880 und die Seriennummer 601. Die Maschine wurde am 7. Juli 2000 mit dem Luftfahrzeugkennzeichen N772SW und der Flottennummer 772 bei der Southwest Airlines in Betrieb genommen.  Das zweistrahlige Schmalrumpfflugzeug war mit zwei Turbofantriebwerken des Typs CFMI CFM56-7B24 sowie nachgerüsteten Winglets ausgestattet. Bis zum Zeitpunkt des Unfalls hatte die Maschine eine kumulierte Betriebsleistung von 63.043 Betriebsstunden absolviert, auf die 36.728 Starts und Landungen entfielen.

## Passagiere und Besatzung
Den Flug vom LaGuardia Airport zum Dallas Love Field hatten 144 Passagiere angetreten. Es befand sich eine fünfköpfige Besatzung an Bord der Maschine, bestehend aus einer Flugkapitänin, einem Ersten Offizier und drei Flugbegleiterinnen. Flugkapitänin war die 56-jährige Tammie Jo Shults, eine ehemalige Kampfpilotin der United States Navy (USN). Shults gehörte der Southwest Airlines seit 1994 an und hat in dieser Zeit eine Gesamtflugleistung von 11.715 Flugstunden absolviert, wovon 10.513 Stunden auf Maschinen des Typs Boeing 737 entfielen. Der 44-jährige Erste Offizier Darren Lee Ellisor flog von 1997 bis 2007 bei der United States Air Force (USAF), ist ein Veteran des Irakkrieges und flog zu Zeiten seines Dienstes Maschinen des Typs Boeing E-3 Sentry. Der Fluggesellschaft gehörte er seit 2008 an. Seine kumulierte Flugerfahrung belief sich auf 9508 Flugstunden, wovon er 6927 Stunden an Bord der Boeing 737 absolviert hatte.
Auf dem Flug wurde die Maschine vom Ersten Offizier gesteuert, während die Kapitänin den Flug überwachte.

## Unfallhergang

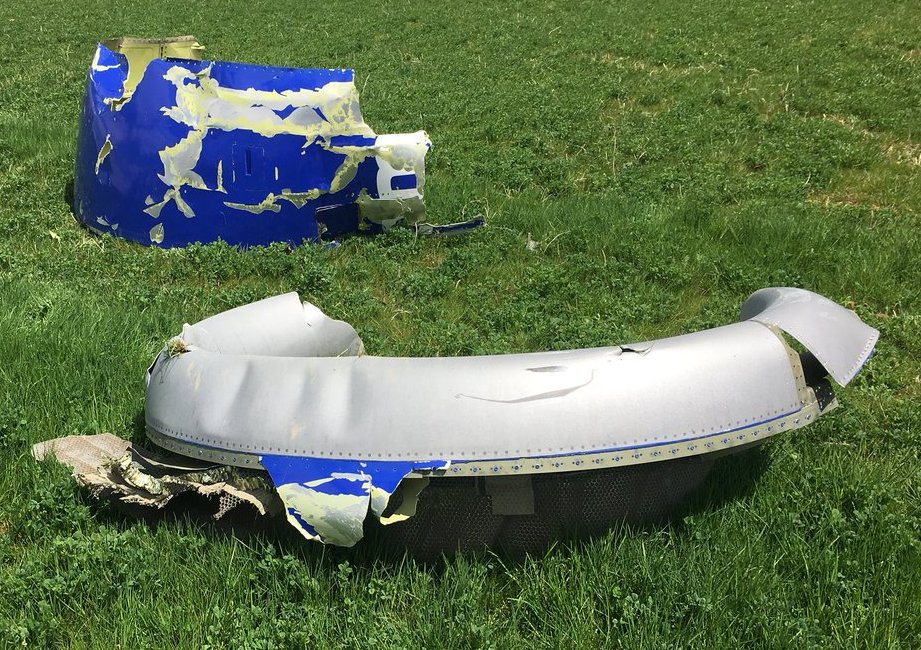
Teile der Triebwerksverkleidung, die auf einem Feld in Pennsylvania gefunden wurden

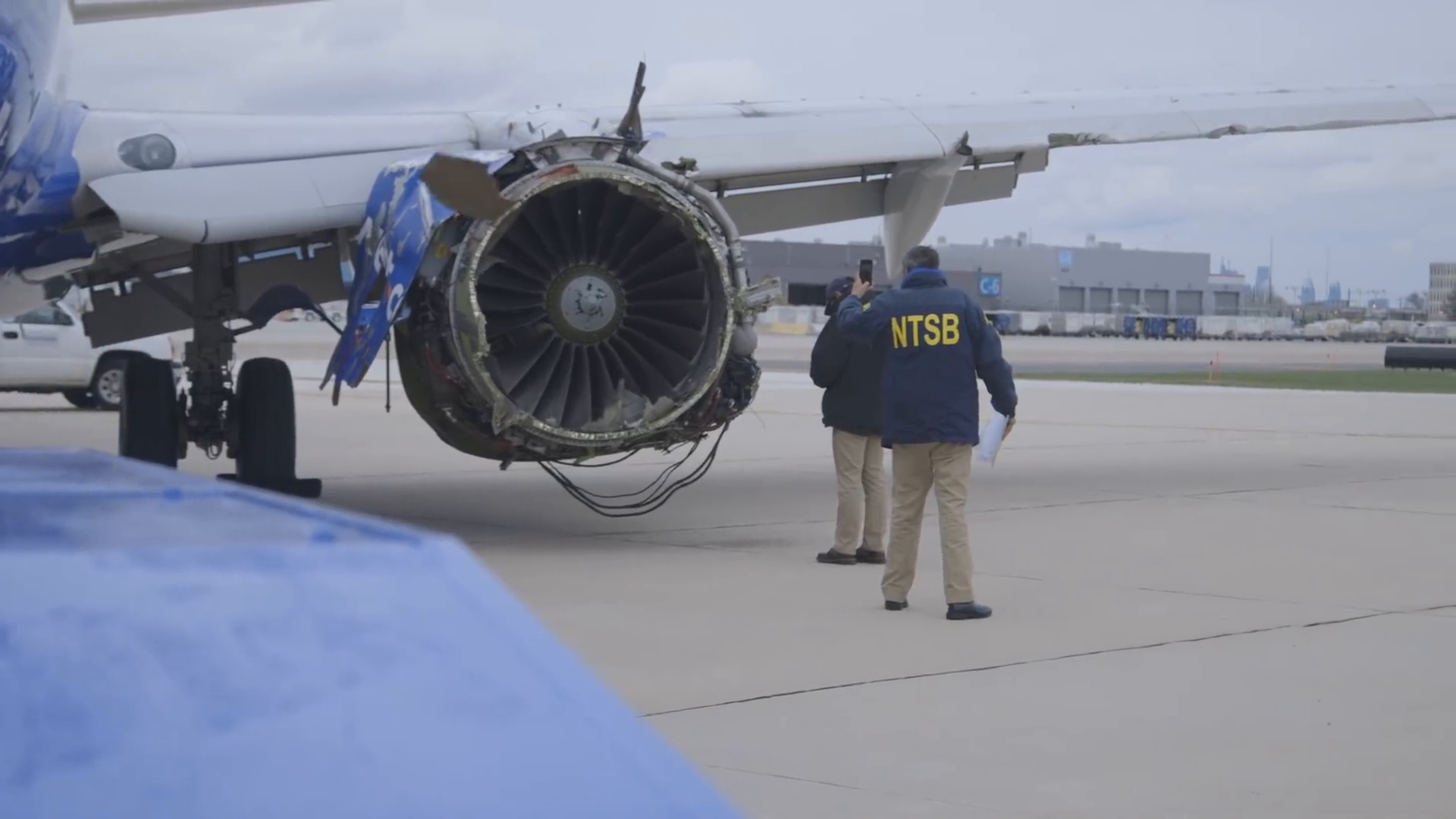
NTSB-Ermittler inspizieren das beschädigte Triebwerk nach der Notlandung

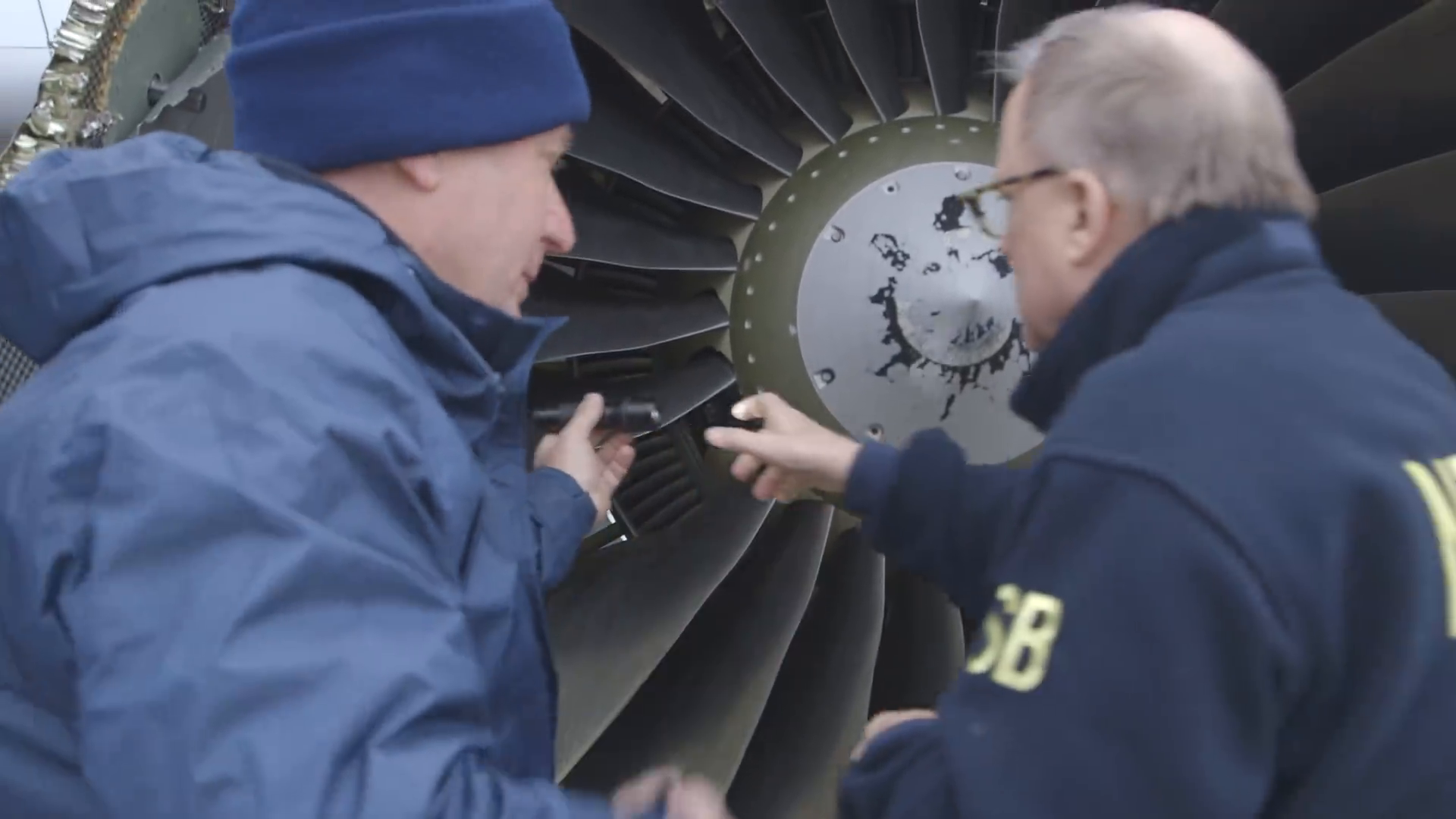
Unfallermittler des NTSB untersuchen die Stelle, an der die Triebwerksschaufel fehlt

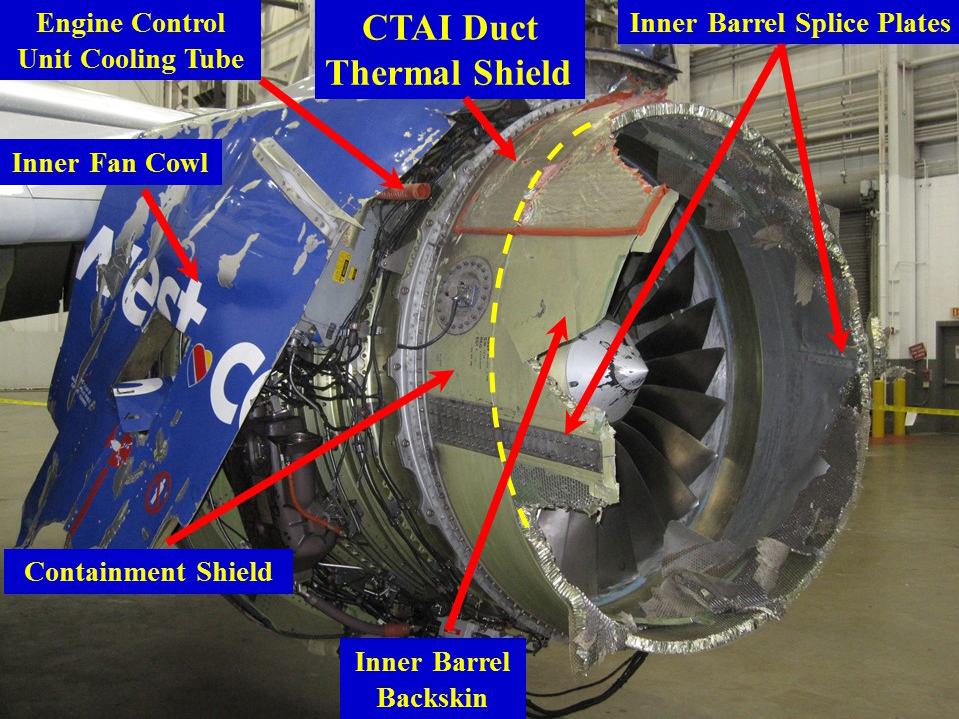
Aufnahme der Innenseite des beschädigten Triebwerks

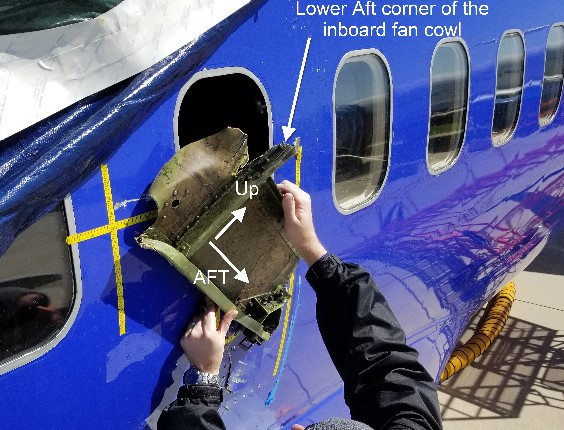
Die Stelle, an der das Kabinenfenster versagte, und ein Trümmerteil der Triebwerksgondel

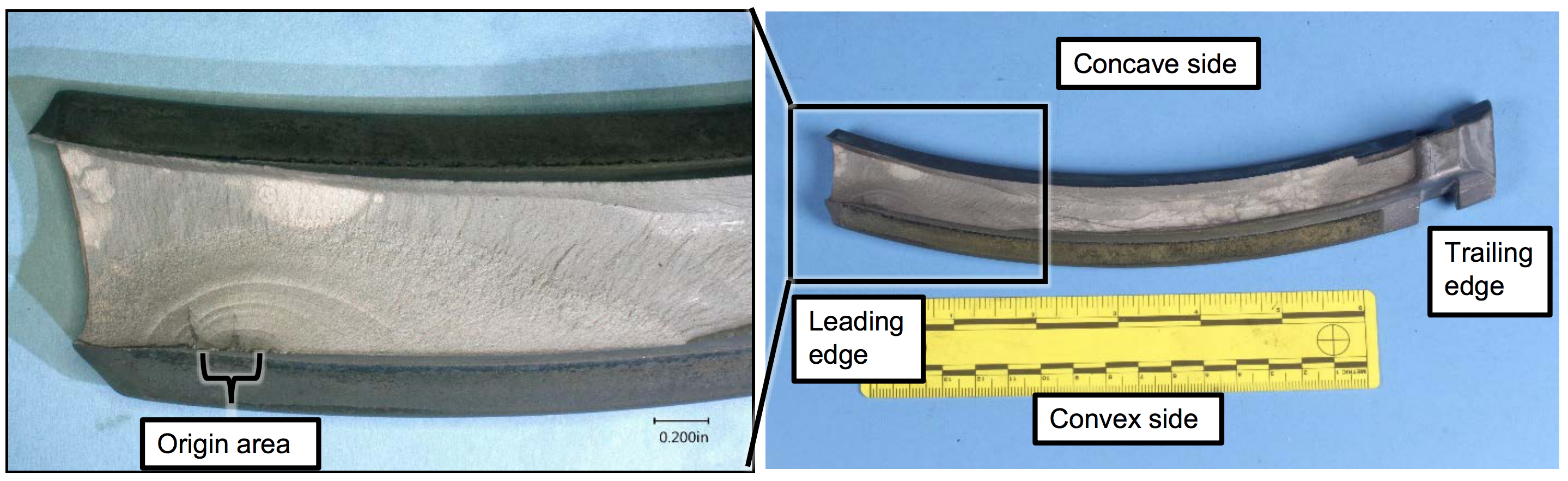
Teil der Turbinenschaufel mit Materialermüdungserscheinungen

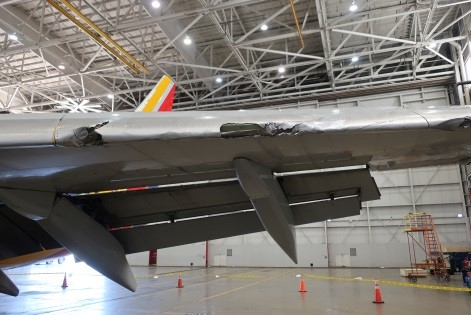
Die beschädigte Profilnase der linken Tragfläche

Der Start und der Steigflug auf Reisehöhe verliefen routinemäßig und ohne besondere Vorkommnisse. Die Maschine befand sich um 11:03 Uhr Ortszeit in einer Höhe von 32.000 Fuß (etwa 9800 Meter), als es zu einem plötzlichen, uneingedämmten Triebwerksschaden kam. Infolgedessen brachen fast sämtliche Bauteile im Bereich des Triebwerkseinlaufs sowie die Triebwerksverkleidung weg. Die umherfliegenden Trümmer prallten gegen die Tragfläche und den Rumpf der Maschine und schlugen ein Kabinenfenster aus, wodurch es im Inneren der Maschine zur explosiven Dekompression kam. Das Kondensieren der Luft in der Kabine führte zu einer nebelartigen Sichtbehinderung, die Maschine begann zu gieren. Die auf dem Sitz in Reihe 14 neben dem Fenster sitzende, 43-jährige Passagierin wurde teilweise durch das Kabinenfenster herausgesogen, ihr Kopf und beide Arme befanden sich außerhalb der Maschine. Die Frau konnte noch während des Fluges von zwei Flugbegleiterinnen und zwei Passagieren wieder in die Maschine hinein gezogen werden. Obwohl mehrere Passagiere mit medizinischer Ausbildung eine Herzdruckmassage an der Frau durchführten, starb sie im Krankenhaus infolge des Unfalls an ihren schweren Verletzungen. Acht Passagiere erlitten leichte Verletzungen.
Die Piloten setzten nach dem Zwischenfall ihre Sauerstoffmasken auf und berichteten, dass die Maschine den Rest des Fluges aufgrund der schweren Beschädigungen nur schwer zu kontrollieren war. Aufzeichnungen des Flugdatenschreibers zeigten, dass alle Leistungsparameter des linken Triebwerks gleichzeitig gefallen waren und sich daraufhin schwere Vibrationen ergaben. Entsprechendes bestätigten auch die vier in der Kabine befindlichen Southwest-Mitarbeiter (drei Flugbegleiterinnen und ein Passagier). Innerhalb von fünf Sekunden habe sich der Warnton für den Kabinendruck aktiviert, die Sauerstoffmasken seien von der Decke heruntergekommen. Die Flugbegleiterinnen griffen sich tragbare Sauerstoffflaschen und gingen durch die Kabine, um Passagieren zu helfen, die Probleme hatten, ihre Sauerstoffmasken aufzusetzen. Die Maschine sei um 40 Grad nach links gerollt, bevor die Piloten gegensteuern konnten. Die Flugkapitänin habe die Kontrolle über die Maschine übernommen, während der Erste Offizier die Notfallcheckliste durchging. Die Flugkapitänin teilte der Flugsicherung mit, eine Notlandung auf einem Flughafen entlang der Flugroute durchführen zu wollen. Sie beabsichtigte zunächst, auf dem nächstgelegenen Flughafen zu landen, entschied sich dann aber für den Philadelphia International Airport, da sie befand, dass dieser besser auf Notsituationen vorbereitet sei. Der Fluglotse übermittelte daraufhin die Vektoren zum Flughafen Philadelphia. Die Piloten beklagten sich anfangs über Schwierigkeiten in der Kommunikation, welche der lauten Geräuschkulisse, der allgemeinen Verwirrung im Cockpit und der Tatsache, dass die Piloten Sauerstoffmasken trugen, geschuldet waren. Während die Maschine sank, verbesserte sich die Kommunikationssituation. Die Piloten leiteten einen Notsinkflug ein und kehrten zum Philadelphia International Airport um. Die Kapitänin beabsichtigte zunächst, einen langen Landeanflug durchzuführen, um sicherzustellen, dass alle Notfallchecklisten ordentlich abgearbeitet wurden – als sie jedoch erfuhr, dass Passagiere verletzt waren, beschloss sie, den Anflug und die Landung zu beschleunigen.

## Unfalluntersuchung
An der Unfalluntersuchung nahmen das National Transportation Safety Board (NTSB), die Federal Aviation Administration (FAA), Boeing, Southwest Airlines, GE Aviation, die Aircraft Mechanics Fraternal Association, die Southwest Airlines’ Pilot Association, Transport Workers Union of America und UTC Aerospace Systems teil. Da es sich bei dem Triebwerkshersteller CFM International um ein französisch-amerikanisches Konsortium handelt, wurde neben Technikern des Unternehmens auch das Bureau d’Enquêtes et d’Analyses pour la sécurité de l’aviation civile an der Untersuchung beteiligt.
Die NTSB-Ermittler analysierten eine Aufzeichnung der Flugradar-Diagramme und stellten fest, dass das Radar Trümmer anzeigte, die vom Flugzeug fielen. Die Ermittler zogen anschließend Winddaten hinzu, um zu berechnen, wo die Suchmannschaften die Trümmer finden könnten. Teile der Triebwerksgondel wurden in dem errechneten Gebiet an mehreren Orten in der Nähe der Stadt Bernville, Berks County, Pennsylvania, etwa 100 km nordwestlich von Philadelphia gefunden.
Am 20. April 2018 veröffentlichte CFM International das Service Bulletin 72-1033, das für Triebwerke der CFM56-7B-Serie gilt und am selben Tag veröffentlichte die FAA die darauf basierende Lufttüchtigkeitsanweisung 2018-09-51. Das CFM Service Bulletin empfahl Ultraschallprüfungen aller Turbinenschaufeln an Triebwerken mit mehr als 20.000 Motorzyklen, anschließend wurde empfohlen, Folgeüberprüfungen in Intervallen von maximalen 3.000 Motorzyklen durchzuführen. Das Bulletin der FAA empfahl eine Überprüfung nach 30.000 Motorzyklen, wobei die Überprüfung als einmalige Sicherheitsmaßnahme empfohlen wurde. Am selben Tag veröffentlichte die Europäische Agentur für Flugsicherheit die Lufttüchtigkeitsanweisung 2018-0093E, die dieselben Ultraschallüberprüfungen zu denselben Zeitpunkten empfahl. Der Triebwerkshersteller gab an, dass die neue Anweisung 352 Maschinen in den USA und 681 weltweit betreffen würde.
Am 23. April 2018 teilte Southwest Airlines mit, dass man beabsichtige, über die Empfehlung der FAA hinauszugehen und alle Maschinen in der Flotte, die mit Triebwerken des Herstellers CFM International ausgerüstet waren, einer Überprüfung zu unterziehen. Betroffen seien damit rund 1.400 Triebwerke an rund 700 Maschinen der Typen Boeing 737-700 und Boeing 737-800.
Am 30. April 2018 wurde die Maschine durch das NTSB freigegeben und von Southwest Airlines zu einem Servicestützpunkt auf dem Paine Field in Everett, Washington geflogen, um Reparaturen durchzuführen.
Am 2. Mai 2018 veröffentlichte die FAA die neue Lufttüchtigkeitsanweisung 2018-09-10, in der die Vorgaben aus der vorangegangenen verschärft wurden. Überprüfungen des Zustands der Turbinenschaufeln an Triebwerken des Typs CFM56-7B sollten nun nach 20.000 Flugzyklen oder 113 Tagen ab der Übernahme der Maschine durchgeführt werden, je nachdem was früher eintritt.
Am 7. Juni 2018 wurde die Maschine zum Southern California Logistics Airport in Victorville, Kalifornien ausgeflogen, um dort eingelagert zu werden. Mit Stand April 2021 befindet sie sich immer noch dort und ist seitdem nicht wieder in Betrieb genommen worden.

### Untersuchungsbefunde
Am 3. Mai 2018 veröffentlichte das NTSB seine eingehenden Ermittlungsergebnisse:
- Bei der Inspektion der verunfallten Maschine wurde festgestellt, dass ein großer Teil der Triebwerksabdeckung fehlte, ebenso wie das hintere Schott und die Innentrommel bis zum Einschließungsring. Der Rückhaltering der Triebwerksklappe war zwar in seiner Position verblieben, wies jedoch deutliche Spuren eines Aufpralls auf.
- Die Triebwerksschaufel Nr. 13 war nahe der Wurzel gebrochen, das Verbindungsstück befand sich noch in seiner Position. Eine metallurgische Überprüfung der Triebwerksschaufel ergab Hinweise auf Materialermüdung.
- Die Triebwerksschaufeln hatten zum Unfallzeitpunkt 32.000 Flugzyklen absolviert, sie wurden, wie vorgeschrieben, bei den periodischen Untersuchungen eingefettet und zuletzt 10.712 Flugstunden vor dem Unfall grundüberholt.
- Die Profilnase der linken Tragfläche, die linke Rumpfseite sowie das linke Höhenruder wiesen erhebliche Beschädigungen auf. Neben dem Fensterausschnitt der Sitzreihe 14, wo das Kabinenfenster versagte, konnte eine große Einschlagspur festgestellt werden, deren Form einem geborgenen Teil des Verriegelungsmechanismus der Triebwerksverkleidung entsprach. Im Inneren der Maschine befanden sich keinerlei Teile des Triebwerks, des Fensters oder der Flugzeugstruktur.
- Die erheblichen Beschädigungen an dem Triebwerk wurden dadurch erklärt, dass die abgebrochene Triebwerksschaufel gegen die untere Triebwerksabdeckung prallte.[6] Sie habe dabei die Verschlüsse der Triebwerksverkleidung und damit deren empfindlichste Stelle getroffen, wodurch die Struktur der Triebwerksverkleidung versagte.

### Abschlussbericht
Der Abschlussbericht zu dem Zwischenfall wurde am 19. November 2019 veröffentlicht. Das NTSB hielt in dem Bericht fest, dass die wahrscheinlichste Ursache für den Unfall ein Ermüdungsriss nahe der Wurzel des Turbinenblatts Nr. 13 gewesen war. Der Riss habe dazu geführt, dass das Turbinenblatt sich von der Turbine trennte und das Turbinengehäuse an einer Stelle traf, die für die strukturelle Integrität des Bauteils entscheidend war. Der Aufprall habe zu einem Versagen von Komponenten der Triebwerksverkleidung geführt, darunter auch der hinteren Verriegelung der Triebwerksabdeckung. Dieses Bauteil sei in der Höhe des Kabinenfensters bei Sitzreihe 14 aufgeprallt, was dazu führte, dass das Fenster aus der Fassung fiel, ein explosiver Druckverlust in der Kabine eintrat und eine Passagierin zu Tode kam.

## Reaktionen

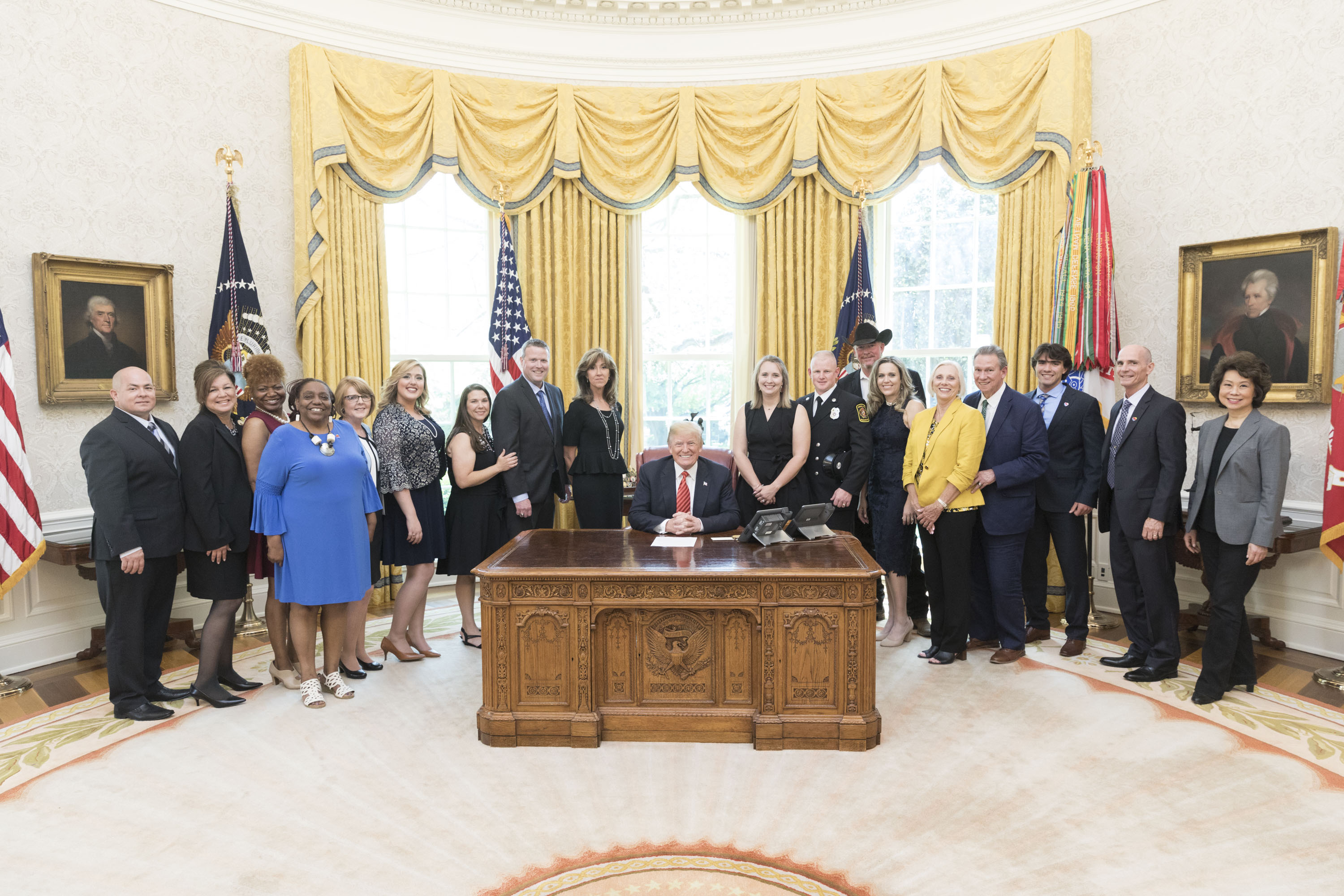
Besatzungsmitglieder und ausgewählte Passagiere mit Donald Trump im Oval Office

Am Tag des Vorfalls gab die US-Verkehrsministerin Elaine Chao eine Erklärung ab, in der sie die Piloten, die das Flugzeug sicher gelandet haben, sowie die Besatzung und die Mitreisenden lobte, die die Verletzten unterstützt und betreut hatten, um Schlimmeres zu verhindern. Kurz danach stellte Martha McSally, damals Mitglied des Repräsentantenhauses der Vereinigten Staaten aus Arizona, im Kongress eine Resolution vor, in der Kapitänin Shults gelobt wurde.
Am 1. Mai 2018 begrüßte US-Präsident Donald Trump die Besatzungsmitglieder und ausgewählte Passagiere in einer Zeremonie im Oval Office des Weißen Hauses und dankte ihnen allen für ihre Tapferkeit.

## Folgen
Southwest Airlines zahlte allen Passagieren eine Entschädigung von 5000 US-Dollar und händigte Gutscheine in Höhe von 1000 US-Dollar für künftige Flüge mit Southwest Airlines aus. Der Aktienkurs und die Gewinnerwartungen der Fluggesellschaft brachen im zweiten Quartal 2018 ein. Eine Passagierin verklagte die Fluggesellschaft und gab an, sie hätte aufgrund des Vorfalls eine Posttraumatische Belastungsstörung erlitten. Das Verfahren wurde außergerichtlich beigelegt.
Flugkapitänin Shults verfasste ein Buch mit dem Titel Nerves of Steel, welches am 8. Oktober 2019 in den USA veröffentlicht wurde.